# A Dramatic Turn of Events
A Dramatic Turn of Events es el nombre del undécimo álbum de estudio de la banda de metal progresivo Dream Theater, que se lanzó a través de Roadrunner Records el 13 de septiembre de 2011, incluyendo una gira mundial. El álbum marca el debut en Dream Theater del baterista Mike Mangini después de que Mike Portnoy dejara la banda en septiembre de 2010.
El primer sencillo fue lanzado en el Canal de Roadrunner Records en Youtube el 28 de junio de 2011. 

## Listado de pistas
Toda la música compuesta por Dream Theater. 
| N.º   | Título                       | Letras           | Duración |  |
| 1.    | «On the Backs of Angels»     | Petrucci         | 8:42     |  |
| 2.    | «Build Me Up, Break Me Down» | Petrucci         | 6:59     |  |
| 3.    | «Lost Not Forgotten»         | Petrucci         | 10:11    |  |
| 4.    | «This Is The Life»           | Petrucci         | 6:57     |  |
| 5.    | «Bridges In The Sky»         | Petrucci         | 11:03    |  |
| 6.    | «Outcry»                     | Petrucci         | 11:24    |  |
| 7.    | «Far From Heaven»            | LaBrie           | 3:56     |  |
| 8.    | «Breaking All Illusions»     | Petrucci - Myung | 12:25    |  |
| 9.    | «Beneath The Surface»        | Petrucci         | 5:26     |  |
| 77:05 |                              |                  |          |  |

## Personal
Música
- James LaBrie - voz
- John Petrucci - guitarra y coros
- Jordan Rudess - teclados y continuum
- John Myung - bajo
- Mike Mangini - batería

Producción
- John Petrucci - productor
- Andy Wallace - ingeniero, mezclador, y coproductor